# Chính sách thị thực của Quần đảo Marshall

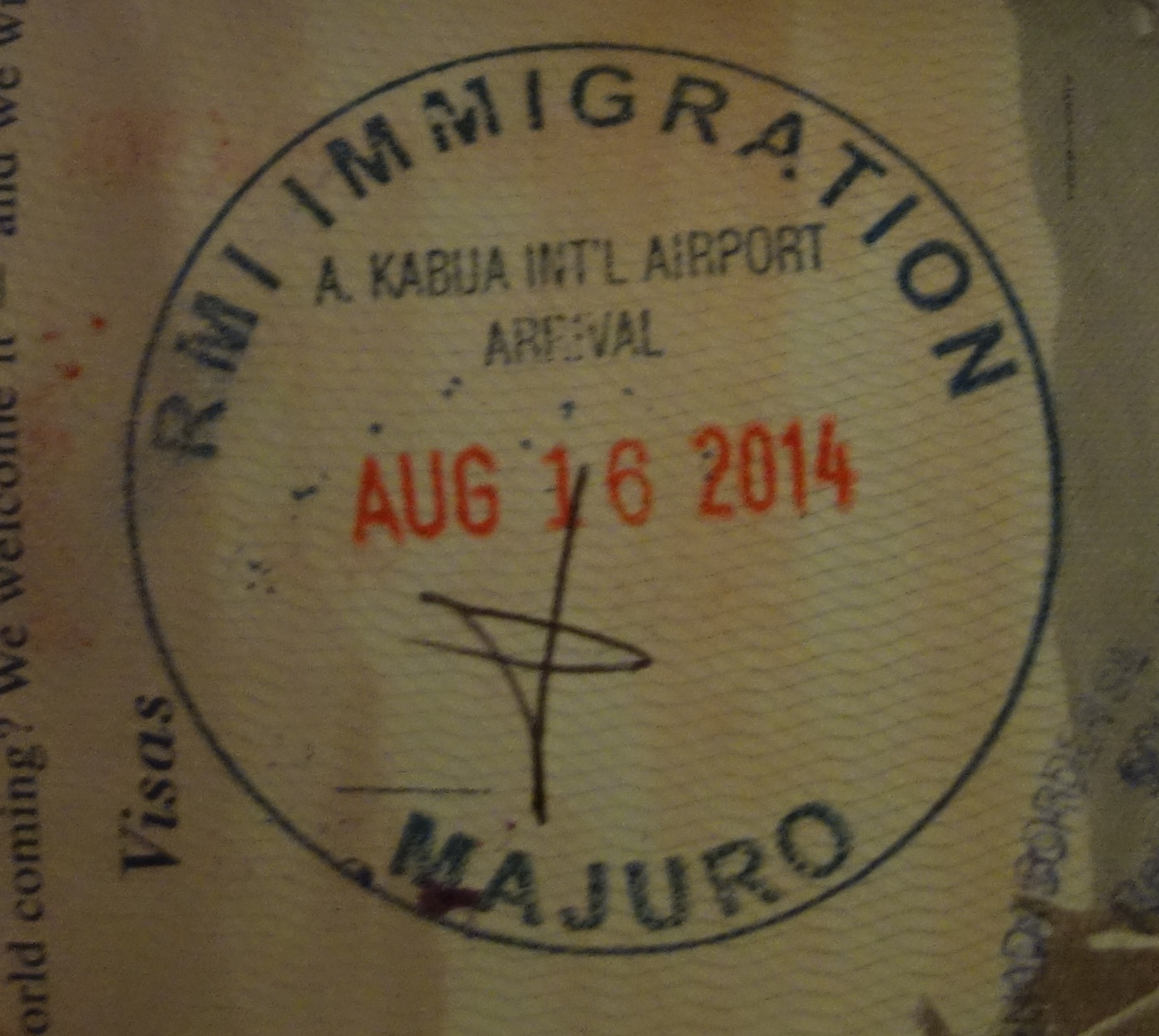
Marshall Islands passport stamp

Du khách đến Quần đảo Marshall phải xin thị thực từ trước trừ khi họ đến từ một trong những quốc gia được miễn thị thực hoặc xin thị thực tại cửa khẩu.

## Bản đồ chính sách thị thực

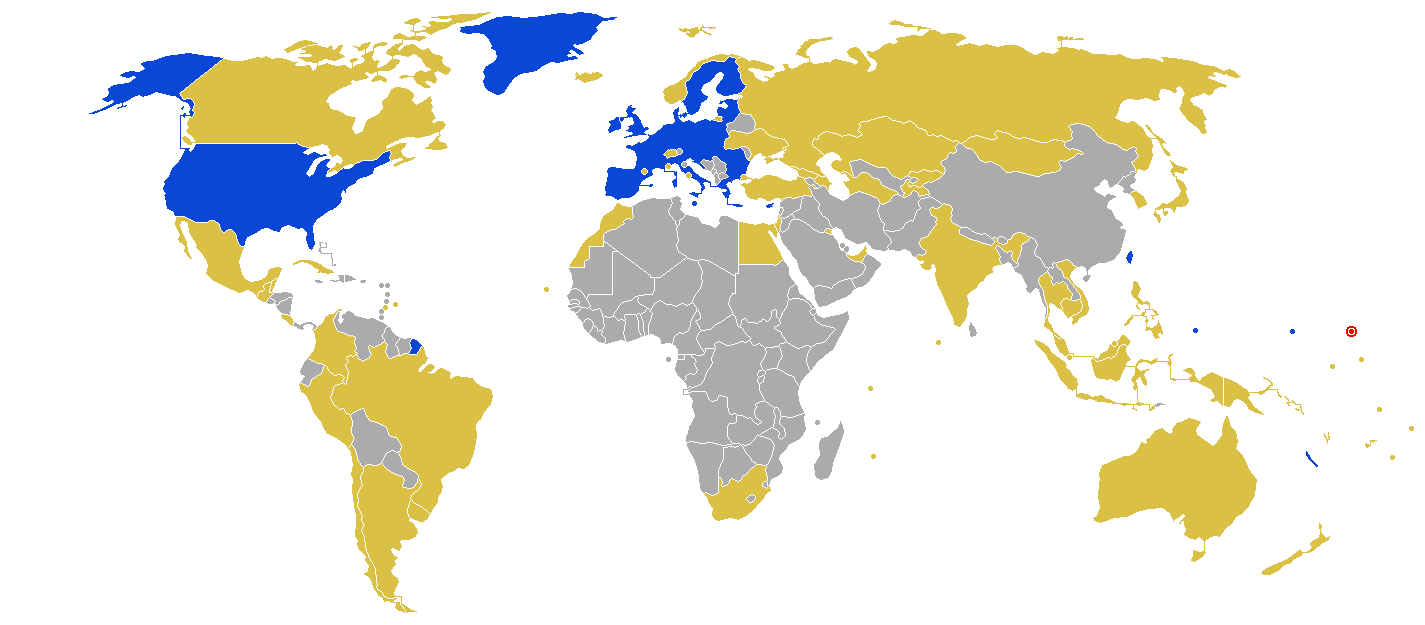
Chính sách thị thực Quần đảo Marshall
Quần đảo Marshall
Miễn thị thực
Thị thực tại cửa khảu

## Miễn thị thực
Người sở hữu hộ chiếu của 33 quốc gia và vùng lãnh thổ sau không cần thị thực để đến Quần đảo Marshall:
| - Tất cả quốc gia Khối Schengen - Micronesia - Palau - Hoa Kỳ |

## Thị thực tại cửa khẩu
Công dân của 55 quốc gia và vùng lãnh thổ sau có thể xin thị thực tại cửa khẩu để ở lại tối đa 90 ngày:
| - Andorra - Argentina - Úc - Azerbaijan - Barbados - Belize - Brasil - Brunei - Canada - Cape Verde - Chile - Colombia - Costa Rica - Ai Cập - Fiji - Gruzia - Ấn Độ - Indonesia - Ireland - Israel - Nhật Bản - Kiribati - Malaysia - Dòng Chiến sĩ Toàn quyền Malta - Mauritius - Mexico - Moldova - Maroc | - Nauru - New Zealand - Papua New Guinea - Peru - Philippines - Nga - Saint Vincent và Grenadines - Samoa - Seychelles - Singapore - Quần đảo Solomon - Nam Phi - Hàn Quốc - Đài Loan - Tajikistan - Thái Lan - Tonga - Thổ Nhĩ Kỳ - Turkmenistan - Tuvalu - Ukraina - Các Tiểu vương quốc Ả Rập Thống nhất - Vương quốc Anh - Uruguay - Vanuatu - Thành Vatican - Việt Nam |  |

Công dân của các quốc gia này không được miễn cung cấp giấy từ với Cục Xuất nhập cảnh để hỗ trợ quá trình xin thị thực, họ chỉ phải cung cấp những giấy tờ này khi nhập cảnh.
Tất cả du khách phải có hộ chiếu có hiệu lực 6 tháng.
Du khách muốn đến Kwajalein phải có Cho phép Nhập cảnh cấp bởi Bộ Quân sự Hoa Kỳ.